# Cheilanthes maderensis
Cheilanthes maderensis is een varen uit de lintvarenfamilie (Pteridaceae) afkomstig uit het westelijke Middellandse Zeegebied en Macaronesië.

## Naamgeving enetymologie
- Synoniem: Cheilanthes pteridioides var. maderensis (Lowe) C. Chr., Pteris fragans (L. fil.) Lag., D. García & Clemente, Cheilanthes fragans (L. fil.) Sw. (1806), Polypodium fragans L. fil. , nom. illeg., Cheilanthes pteridioides (Reichard) C. Chr. (1905), nom. rejic. prop., Polypodium pteridioides Reichard , nom. rejic. prop., Cheilanthes odora auct.@@@ , non Sw.
- Frans: Chélanthès de Madère
- Duits: Duftfarn

De botanische naam Cheilanthes is afgeleid van het Oudgriekse χεῖλος (cheilos), "lip" of "rand" en ἄνθος (ánthos), "bloem", naar de sporenhoopjes die op de rand van het blad gelegen zijn. De soortaanduiding maderensis verwijst naar het eiland Madeira.

## Kenmerken
Cheilanthes maderensis is een kleine, tot 15 cm hoge varen met in bundels geplaatste bladen. De bladschijf is ovaal, meermaals geveerd, met onregelmatige, ovale bladslipjes, die in tegenstelling tot de meeste soorten uit het geslacht geheel onbehaard zijn.
De sporenhoopjes staan aan de onderzijde langs de rand van de blaadjes, beschermd door het pseudoindusium, een omgekrulde, vliezige strook van de bladrand, die kort en gefragmenteerd is. Er zijn geen echte dekvliesjes.

## Habitaten verspreiding
C. maderensis is een lithofytische varen die een voorkeur heeft voor zonnige en warme rotsspleten in silicaatgesteente.
Hij komt voor in het westelijke Middellandse Zeegebied (onder andere in Spanje en Zuid-Frankrijk) en in Macaronesië, de eilandengroep die de Canarische Eilanden, Madeira, de Azoren en de Kaapverdische Eilanden omvat.
... · C. acrostica · C. guanchica · C. hispanica · C. maderensis · C. micropteris · C. pulchella · C. tinaei · ...